# Sayf al-Din Qutuz
Sayf al-Din Qutuz, detto anche al-Malik al-Muẓaffar (2 novembre 1221 – al-Ṣāliḥiyya, 24 ottobre 1260), fu il terzo sultano mamelucco in Egitto.
Sotto la sua guida, la dinastia mamelucca conseguì un'importante vittoria contro i Mongoli nella cruciale battaglia di Ayn Jalut. Venne assassinato da Baybars, un altro capo mamelucco, poi suo successore, di ritorno dal suo viaggio trionfante verso il Cairo. Nonostante il suo sultanato sia stato assai breve, tuttavia egli riveste un ruolo di importanza rilevante per la cultura e la storia del mondo islamico egiziano e siriano.

## Origini e carriera politica
Le sue origini sono piuttosto oscure ed esistono su di esse numerosissime versioni, la maggior parte del tutto leggendarie. Catturato dai Mongoli e venduto come schiavo, fu condotto in Siria dove venne ceduto a un mercante egiziano di schiavi che lo vendette a sua volta al sultano mamelucco Aybak. Secondo alcune fonti Qutuz sosteneva già allora di chiamarsi Maḥmūd ibn Mamdūd e di discendere direttamente dalla linea del sovrano dell'Impero corasmio Muhammad II del Khwarezm. Dopo essersi fatto apprezzare come funzionario del sovrano, venne eletto nel 1253 alla carica di vice-sultano. Quando nel 1257 Aybak fu assassinato, Qutuz rimase nel suo incarico di vice-sultano e divenne tutore del figlio del sovrano, al-Manṣūr ʿAlī. Fu Qutuz che guidò la spedizione dei soldati mamelucchi che arrestarono la vedova di Aybak, Shajar al-Durr, con l'accusa dell'omicidio del marito, e insediarono sul trono suo figlio come nuovo sultano d'Egitto. Sempre sotto la sua guida, rispettivamente nel novembre 1257 e nell'aprile 1258, l'esercito mamelucco d'Egitto sconfisse due tentativi d'aggressione organizzati e promossi dai Mamelucchi della Dinastia Bahri.
Nel febbraio 1258 l'esercito mongolo invase Baghdad, massacrandone gli abitanti e saccheggiandone le abitazioni, ed assassinando il califfo abbaside al-Musta'sim. L'esercito si diresse verso la Siria, governata dal sovrano ayyubide al-Nāṣir Yūsuf, il quale ricevette una lettera di richiesta di resa dal condottiero mongolo Hulagu Khan. Al-Nāṣir Yūsuf chiese allora aiuto a tutti gli emiri d'Egitto, affinché lo aiutassero contro l'armata mongola. Raccoltisi intorno al trono del giovane sovrano quindicenne al-Manṣūr ʿAlī, gli emiri furono accolti dal discorso di Qutuz, il quale perorava la necessità di eleggere un sovrano più deciso e fermo per fronteggiare l'imminente minaccia mongola. Il 12 novembre 1259 il giovane Ali venne deposto dallo stesso Qutuz. Dopo essere stato eletto nuovo sovrano, egli promise agli emiri egiziani che dopo la sconfitta dell'esercito mongolo essi sarebbero stati liberi di eleggere al suo posto un nuovo sovrano. Dopo aver nominato come atabeg del suo esercito l'emiro Fāris al-Dīn Aktay al-Mustʿareb, Qutuz partì alla volta della Siria.

## La guerra contro i Mongoli di Hulagu Khan
Mentre l'esercito mongolo si approssimava a Damasco, alcuni emiri siriani suggerirono al sovrano al-Nāṣir Yūsuf di arrendersi alle richieste di Hulagu Khan come soluzione migliore per salvare se stessi ed il regno siriano. Sorpreso da questa proposta, il mamelucco Baybars decise di assassinare il califfo. Costui tuttavia riuscì a sfuggire con suo fratello e trovò rifugio nella cittadella di Damasco. A seguito del fallimento dei suoi propositi, Baybars e i mamelucchi abbandonarono la Siria e si diressero in Egitto dove vennero fraternamente accolti da Qutuz, il quale affidò allo stesso Baybars la città di Qalyub. Alla notizia che i Mongoli si avvicinavano ad Aleppo, al-Nāṣir Yūsuf mandò sua moglie, il figlio e il tesoro reale in Egitto, mentre la popolazione di Damasco e di tutte le più importanti città siriane fuggirono nelle campagne. Dopo aver assediato Aleppo per sette giorni, i Mongoli entrarono in città saccheggiando e devastando tutto, e sentendo la notizia dei massacri, lo stesso al-Nāṣir Yūsuf fuggì in Egitto in cerca di salvezza, lasciando indifesa la popolazione di Damasco. Alla notizia di questa fuga nel suo territorio, Qutuz negò asilo al sovrano siriano, costringendolo a fermarsi ai confini dei due regni. Sedici giorni dopo la caduta di Aleppo fu la volta di Damasco che si arrese senza combattere, mentre al-Nāṣir Yūsuf veniva catturato dai Mongoli e inviato come prigioniero al cospetto di Hulagu Khan. 

Il bersaglio successivo dei Mongoli era ora l'Egitto, ma quando Hulagu Khan inviò il suo messaggero con l'ennesima richiesta di resa, la risposta di Qutuz fu la sua esecuzione.